# Nicola Ercolino
Nicola Ercolino (n. 10 septembrie 1973) este un fotbalist canadian retras din activitate. A jucat în două meciuri din Serie A cu echipa italiană Ascoli Calcio 1898 FC în sezonul 1991–92.